# Razengues
Razengues es una comuna francesa situada en el departamento de Gers, en la región de Occitania.

## Demografía
| 103 | 96 | 95 | 84 | 93 | 104 | 251 |
| Para los censos de 1962 a 1999 la población legal corresponde a la población sin duplicidades (Fuente: INSEE [Consultar]) |    |    |    |    |     |     |